# Manpreet Kaur
Manpreet Kaur (* 6. Juli 1990 in Patiala, Punjab) ist eine indische Leichtathletin, die sich auf das Kugelstoßen spezialisiert hat. Im Jahr 2017 wurde sie erstmals Asienmeisterin im Kugelstoßen und nahm im Jahr 2016 an den Olympischen Sommerspielen für Indien teil.

## Sportliche Laufbahn
Ihren ersten internationalen Wettkampf bestritt Kaur bei den Juniorenasienmeisterschaften 2006 in Macau, bei denen sie mit einer Weite von 12,41 m den achten Platz belegte. Im Jahr darauf erreichte sie bei den Jugendweltmeisterschaften in Ostrava mit 13,57 m den neunten Platz belegte. 2008 wurde sie bei den Commonwealth Youth Games wurde sie mit 13,60 m Sechste. 2010 nahm sie erstmals an den Commonwealth Games in Neu-Delhi teil und klassierte sich dort mit 14,50 m auf dem neunten Platz. 2016 siegte sie bei den Südasienspielen in Guwahati mit neuem Spielerekord von 17,94 m und erreichte kurz darauf bei den Hallenasienmeisterschaften in Doha mit 15,21 m den sechsten Platz. Von der Indian Olympic Association wurde Manpreet Kaur für die Olympischen Spiele in Rio de Janeiro nominiert. In der Qualifikation stieß sie in ihrem zweiten Versuch mit 17,06 Meter ihre größte Weite. Damit belegte sie nach der Qualifikation den insgesamt 23. Platz und schied vorzeitig aus dem Wettbewerb aus. Bei den Asienmeisterschaften 2017 in Bhubaneswar stieß sie eine Weite von 18,28 Metern und gewann damit vor Guo Tianqian aus China und der Japanerin Aya Ota die Goldmedaille.
2017 wurde Kaur viermal positiv auf Steroide getestet und daraufhin ab dem 20. Juli 2017 für vier Jahre von der indischen Anti-Doping-Agentur gesperrt. Zudem wurden alle ihre Resultate aus 2017 annulliert, darunter auch der Asienmeistertitel. Nach Ablauf ihrer Sperre startete sie 2022 bei den Commonwealth Games in Birmingham und gelangte dort mit 15,59 m auf den zwölften Platz. Im Jahr darauf gewann sie bei den Asienmeisterschaften in Bangkok mit 17,00 m die Bronzemedaille hinter der Chinesin Song Jiayuan und ihrer Landsfrau Abha Khatua. Ende September gelangte sie bei den Asienspielen in Hangzhou mit 16,25 m auf Rang fünf.
In den Jahren 2007 und 2009, 2010 sowie 2013, 2015 und 2022 wurde Kaur indische Meisterin im Kugelstoßen.

## Persönliche Bestleistungen
- Kugelstoßen: 18,86 m, 24. April 2017 in Jinhua
  - Kugelstoßen (Halle): 15,21 m, 19. Februar 2016 in Doha